# Antal Nagy
Antal Nagy (Budapest, Hungría, 16 de mayo de 1944) es un exfutbolista apátrida. Jugó de delantero en las principales ligas de Hungría, Bélgica, Países Bajos, Francia, España, Alemania y Portugal. Fue internacional con la selección de Hungría y participó en el Mundial de Inglaterra 1966.

## Trayectoria
Su condición de apátrida le permitió moverse libremente por diversos países europeos. En la temporada 1968/69 fue el máximo goleador de la Primera división belga, además fue campeón de liga esa misma campaña con el Standard Lieja. En 1972 se alzó con la Copa de Francia cuando jugaba en el Olympique de Marsella. Con el Hércules Club de Fútbol jugó en la campaña 1973/74 en Segunda división donde consiguió el ascenso a Primera división. Regresó más tarde al fútbol español para jugar en Segunda con el Club Deportivo San Andrés.

## Clubes
| Club                    | País         | Periodo   |
| ----------------------- | ------------ | --------- |
| Budapest Honvéd FC      | Hungría      | 1963-1968 |
| Csepel Sport Club       | Hungría      | 1966-1967 |
| Standard Lieja          | Bélgica      | 1968-1969 |
| FC Twente               | Países Bajos | 1969-1972 |
| Olympique de Marsella   | Francia      | 1972-1973 |
| Hércules CF             | España       | 1973-1974 |
| Wuppertaler SV Borussia | Alemania     | 1974-1975 |
| CD San Andrés           | España       | 1975-1976 |
| SM Caen                 | Francia      | 1976      |
| Royal Antwerp FC        | Bélgica      | 1977      |
| Leixões Sport Club      | Portugal     | 1977-1978 |